# مباراة ودية

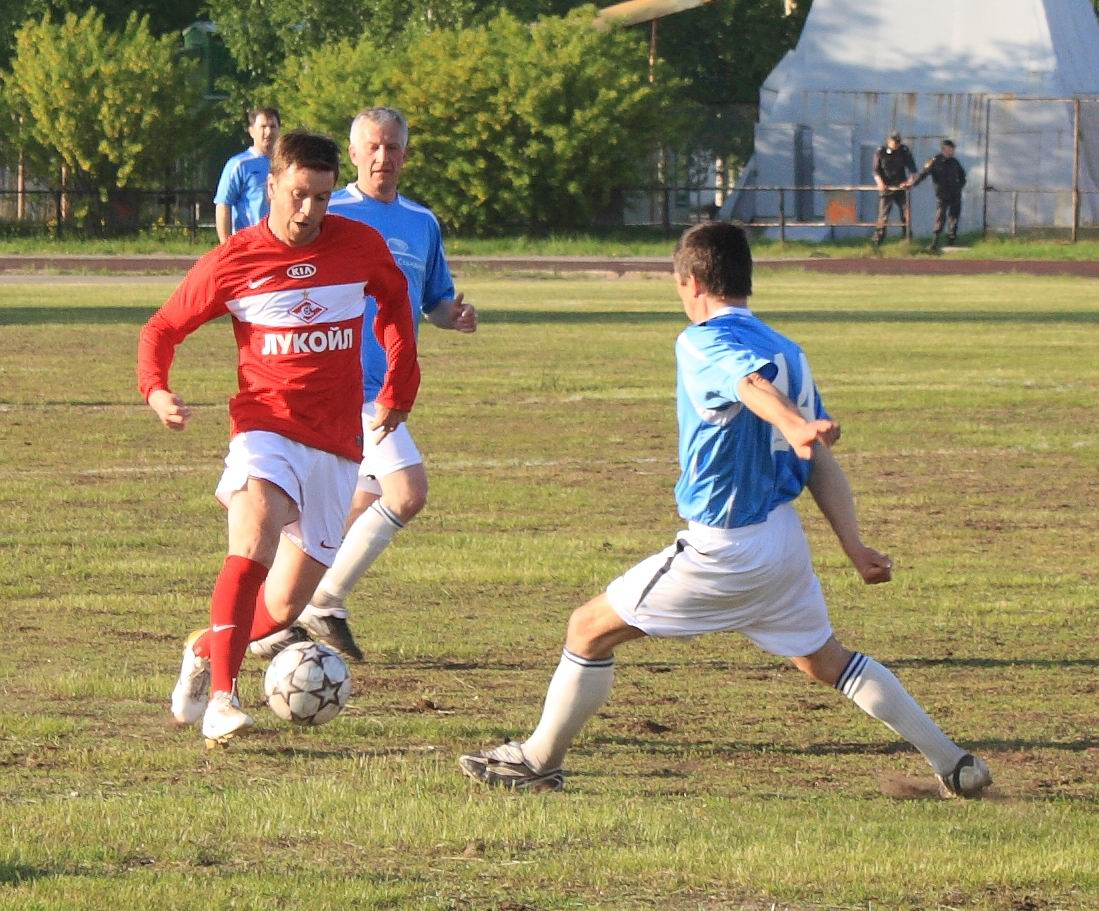
كرة القدم

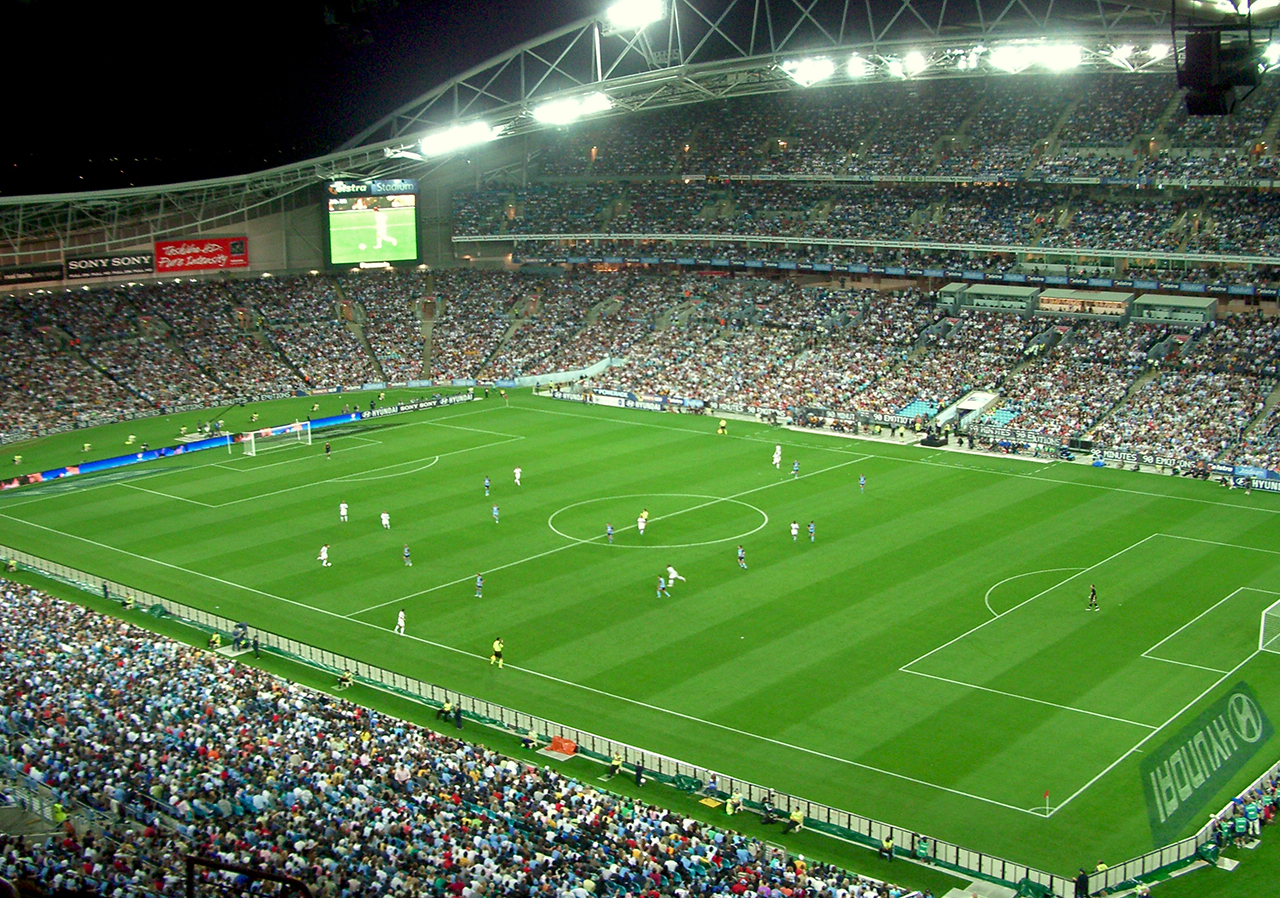
مباراة ودية لإحدى الأندية في أستراليا

المباراة الودية في الرياضة هي المباراة التي لا تكون لها مناسبة، إنما يلعبها الفريقان لرفع المستوى وكشف الأخطاء والاستعداد للاستحقاقات المهمة.

## المصارعة
كانت المصارعات الاستعراضية أمر شائع، شارك جاك دمبسي في الكثير من المصارعات الاستعراضية قبل تقاعده.